# Никола Залевски
Никола Залевски (на полски: Nicola Zalewski) е полски футболист, който играе като полузащитник. Състезател е на Аталанта.

## Кариера

### Рома
Залевски прави професионалния си дебют за Рома на 6 май 2021 г. в полуфинала от Лига Европа срещу Манчестър Юнайтед, заменяйки Педро в 76-ата минута и играейки важна роля за победния гол, автогол на Алекс Телес, седем минути по-късно. Той прави своя дебют в Серия А три дни по-късно, на 9 май, по време на домакински мач срещу Кротоне. На 29 декември Рома съобщава, че договорът му е удължен до 2025 г.
На 28 февруари 2022 г. той за първи път играе като титуляр за Рома при победата им с 1:0 срещу Специя. На 3 юни 2023 г. отбелязва гол при победата с 2:1 над Специя Калчо. На 12 декември 2024 г. изиграва пълните 90 минути и регистрира асистенция в мач от груповата фаза на Лига Европа срещу Спортинг Брага, който завършва с победа на Рома с 3:0.

#### Интер Милано (наем)
На 1 февруари 2025 г. Залевски преминава в Интер Милано под наем, с опция сделката да стане постоянна в края на сезона. Съобщава се, че първоначалният наем е за 600 000 евро, с опция за закупуване на 6,5 милиона евро. На следващия ден Залевски дебютира за клуба в Дерби дела Мадонина, влизайки като резерва на Федерико Димарко в 76-ата минута. По-късно той асистира за изравнителния гол на Стефан де Врай в добавеното време.

## Национален отбор
Залевски е роден в Италия, но не е италиански гражданин поради закона за гражданството на страната. Той е селектиран за първи път от младежките гарнитури на националния отбор на Полша, след като е открит от Збигнев Бониек, ръководител на Полската футболна асоциация и бивш играч на Рома. Залевски прави своя дебют за мъжкия отбор на 5 септември 2021 г. в квалификацията за Световното първенство срещу Сан Марино, където влиза в 66-та минута и асистира на Адам Букса в 94-та минута, който прави 7:1 за Полша.
На 7 юни 2024 г. Залевски е повикан за Евро 2024 на УЕФА. Три дни по-късно той отбелязва първия си гол за Полша в приятелски мач срещу Турция, дриблирайки от крилото покрай двама защитници и стреляйки в наказателното поле в 90-ата минута, за да направи крайния резултат 2:1.
На 5 септември 2024 г. Залевски вкарва последна дузпа срещу Шотландия в груповата фаза на Лигата на нациите, за 3:2 в полза на Полша. Следващия месец той отбелязва и при равенство 3:3 срещу Хърватия в същото състезание.

## Личен живот
Залевски е роден в Тиволи в семейство на полски емигранти и е израснал в Поли. Той има сестра, Джесика, родена през 1992 г. Баща му Кшищоф Залевски, почива от рак на 24 септември 2021 г.

## Отличия
Рома
- Лига на конференциите: 2021/22[17]